# Ermita de Santa Ana (Monroy)
La ermita de Santa Ana es una ermita ubicada en el municipio español de Monroy, en la provincia de Cáceres. El actual edificio data del siglo XIX, pero se conoce la existencia de una ermita aquí en documentos desde el siglo XVII. Podría tener origen en un antiguo santuario visigodo, debido a la presencia de restos arqueológicos de la época.
Es la única ermita que existe actualmente en el municipio y alberga la imagen de Santa Ana, la patrona de la villa de Monroy, cuya fiesta se celebra el 26 de julio. Sin embargo, la ermita es más conocida por ser la sede de la romería del municipio, denominada "Lunes de Albillo", cuya fiesta se celebra el lunes siguiente al de Pascua.

## Localización
Se ubica en torno a un kilómetro y medio al sureste de la villa, accediéndose a la ermita por un camino asfaltado que parte del cruce de las calles Carmen González y Santa Ana. La ermita está construida junto a la margen derecha del arroyo del Moro, curso de agua que nace en el municipio de Serradilla y desemboca en el río Almonte unos 2 kilómetros al sur de esta ermita. Sobre este arroyo se construyó a mediados del siglo XX un embalse, cuya presa se ubica junto a la ermita.

## Historia
El origen de esta ermita es desconocido, pero podría tratarse de un santuario muy antiguo. Durante unas obras que tuvieron lugar en la ermita en 1986, se halló un enterramiento que contenía un objeto cerámico de aspecto visigodo. A unos doscientos metros, donde el arroyo del Moro forma un paraje escarpado denominado "El Cabril", se estudió también en aquella época una necrópolis que ha sido calificada como de transición del período tardorromano al visigodo. Todo ello, unido a la presencia de restos de muros antiguos en el lugar, llevó a los arqueólogos a plantear la hipótesis de que la ermita podría estar construida sobre los restos de un templo visigodo. Debe tenerse en cuenta que Monroy no es el único municipio de la zona cuya ermita patronal se halla junto a una necrópolis altomedieval: pueden verse tumbas de la época en el entorno de la ermita de Altagracia de Garrovillas de Alconétar, y la famosa necrópolis visigoda de Arroyo de la Luz se halla junto a la ermita de la Virgen de la Luz.
Se conoce la existencia de una ermita dedicada a Santa Ana en este lugar desde principios del siglo XVII. En un documento de 1624 albergado en el Archivo Histórico Provincial, sobre la crisis económica que provocó en la villa la compra del retablo de la iglesia de Santa Catalina, esta parroquia pedía dinero a sus cofradías, mencionándose la existencia de ermitas dedicadas a Santa Ana, San Bartolomé, San Fabián y San Sebastián. La de San Bartolomé debía de ser la de San Blas, que se ubicaba en la actual calle El Santo, en lo que entonces eran las afueras orientales de la villa, dando la bienvenida a quienes entraban desde Jaraicejo y Torrejón el Rubio; junto a esta, la ermita de los Santos Mártires San Fabián y San Sebastián se ubicaba al norte, en la actual Cerca de los Mártires, junto a la entrada desde Talaván. Es posible que la ermita de Santa Ana se ubicara también en una antigua entrada a la villa por el sur, pues hasta el siglo XX el río Almonte se cruzaba en barca.
Ante la total ausencia de documentos sobre el origen de la ermita, la leyenda local se remite a la aparición de una muñeca de trapo en el lugar, que durante varios días un pastor intentó llevar a su hija guardada en un zurrón. Según esta leyenda, la muñeca desaparecía del zurrón cada vez que el pastor lo abría al llegar a su casa, reapareciendo al día siguiente en el mismo lugar, lo que fue considerado un milagro que llevó a construir la ermita.
En el siglo XVIII, la inoperancia de la nobleza local estuvo a punto de hacer desaparecer la villa. Los marqueses de Monroy, que vivían ajenos a la situación económica de la localidad por acumular varios señoríos dispersos, decidieron destinar su término a arrendamientos para pastos, eliminando gran parte de la tierra agrícola, lo que provocó escasez de alimentos. De los casi mil habitantes que tenía la villa a finales del siglo XVII, quedaban menos de trescientos a mediados del siglo XVIII. Se puso fin al desastre en 1795, cuando la Casa de Monroy cedió permanentemente el dominio útil de todas las tierras históricas de la villa a los vecinos, recibiendo a cambio un canon anual y el onceno de los productos. Este acuerdo llegó demasiado tarde para el patrimonio histórico de la villa, especialmente para las ermitas de San Blas y los Mártires, que desaparecieron a lo largo del siglo; la ermita de Santa Ana se mantuvo gracias a la cofradía de la Cruz y a una ermitaña que vivía de limosnas, pero aun así necesitó obras importantes, datándose el actual edificio en el siglo XIX.

## Descripción
La actual ermita es un edificio de arquitectura popular que combina sillarejo y ladrillo. Se estructura en una sola nave de tres tramos, añadiéndose a la estructura principal de planta rectangular un ábside, en cuyo lado de la Epístola sobresale una pequeña sacristía. La cubierta se estructura en una bóveda de cañón rebajada, apoyada en arcos fajones, con excepción del ábside, en el cual hay una bóveda de arista.
En el imafronte hay un atrio al que se accede por unas escaleras, rodeando a un sencillo pórtico de un arco de medio punto frontal y dos laterales que da acceso a la portada de entrada al templo. Sobre el imafronte hay una espadaña de formas ondulares y rematada en una cruz. No existen muebles con valor histórico destacable en esta ermita, albergando únicamente un sencillo retablo y cuatro imágenes dedicadas a Santa Ana con la Virgen, San Joaquín, San Juan y San Isidro.
Medio kilómetro al oeste de la ermita, en el camino que la une con la villa, se ubica una sencilla cruz de término de metal, apoyada en una columna con capitel cónico, fuste cilíndrico y basa de planta cuadrada. Por su aspecto, parece de principios del siglo XX. Esta cruz está relacionada con la leyenda de la fundación de la ermita, según la cual se intentó construir el edificio en el lugar de la cruz, pero los albañiles encontraban cada mañana la obra completamente destruida y hubo que preguntar al pastor dónde había encontrado exactamente la muñeca de trapo para finalmente construir la ermita allí.

## Uso actual
El uso principal que tiene esta ermita es ser la sede del "Lunes de Albillo", una romería que se celebra el lunes siguiente al Lunes de Pascua, cuya existencia se conoce en documentos desde mediados del siglo XIX. En esta romería han tenido tradicionalmente un importante papel los caballos, pues hasta mediados del siglo XX era costumbre engalanarlos por la mañana para llevarlos a la ermita, y además por la tarde tenían lugar carreras de caballos que recorrían la actual avenida de la Constitución hasta la plaza mayor de la villa. Aunque actualmente los caballos han perdido gran parte del protagonismo, una asociación local llamada "Amigos del Caballo Albillo" mantiene parte de la tradición, celebrando además en días próximos la "Semana del Caballo" con diversas actividades ecuestres. En todo este contexto, la función de la ermita es albergar una misa al mediodía en la que se sacan en procesión las imágenes para bendecir el campo.
Por su parte, la fiesta patronal de Santa Ana tiene lugar el día 26 de julio. Tradicionalmente era una fiesta principalmente religiosa consistente en organizar una novena a la santa en la iglesia de Santa Catalina, comenzando nueve días antes de la fiesta con una procesión desde la ermita y finalizando el día 26 con otra procesión de regreso. Aunque las celebraciones religiosas en la iglesia se mantienen, esta fiesta ha cambiado notablemente debido a la gran emigración que sufrió la villa en la segunda mitad del siglo XX: al ser el momento en el que los emigrantes regresan por vacaciones, se ha desarrollado en torno a ella una "semana cultural" con muy diversas actividades.
Una tercera tradición que tiene lugar en la ermita es el "Lunes de Gracia", una misa que el Ayuntamiento de Monroy organiza desde tiempo inmemorial el Lunes de Pascua, para agradecer a Santa Ana por haber salvado a la villa de una fuerte tormenta.
El resto del año, cuando la ermita no alberga festividades, el lugar se utiliza principalmente como zona de paseo, por ser una zona de campo próxima a la villa; además, la ermita forma parte de las rutas de senderismo al paraje conocido como "El Cabril", donde el arroyo del Moro forma cascadas antes de desembocar en el Almonte. Por su parte, el embalse que hay en el arroyo junto a la ermita se utiliza como zona de pesca.
Las normas subsidiarias urbanísticas del municipio protegen el edificio como monumento de relevancia local, con un nivel de protección urbanística estructural. La cruz de término ubicada en el camino de la villa a la ermita está protegida como bien de interés cultural por la declaración genérica de la disposición adicional segunda de la Ley de Patrimonio Histórico y Cultural de Extremadura.